# Čifárske lúky
Čifárske lúky este o arie protejată (arie specială de conservare — SAC, sit de importanță comunitară — SCI) din Slovacia întinsă pe o suprafață de 22,68 ha, integral pe uscat.

## Localizare
Centrul sitului Čifárske lúky este situat la coordonatele 48°13′34″N 18°23′08″E / 48.225986°N 18.385538°E.

## Înființare
Situl Čifárske lúky a fost declarat sit de importanță comunitară în decembrie 2021.

## Biodiversitate
Situată în ecoregiunea panonică, aria protejată conține 2 habitate naturale: Pajiști stepice subpanonice, Fânețe de joasă altitudine (Alopecurus pratensis, Sanguisorba officinalis).
La baza desemnării sitului se află o specie protejată de  plante: Pontechium maculatum subsp. maculatum.